# Operacija Barbarossa
Operacija Barbarossa naziv je za vojnu invaziju Trećega Reicha na zapadne granice Sovjetskoga Saveza započetu 22. lipnja 1941. godine. Unatoč razlikama u brojnosti između Wehrmachta i Crvene armije – 3,6 naprema 2,9 milijuna vojnika te njemačkih 3600 tenkova i 2700 zrakoplova prema sovjetskih više od 10 000 tenkova i više od 8000 aviona – njemačke su snage odlučnim i dobro organiziranim djelovanjem na bojnom polju doktrinom Blitzkriega uspjele razbiti sovjetske snage i zaprijetiti samomu opstanku Sovjetskog Saveza. Iako najveća vojna invazija u povijesti, od početka je bila opterećena logističkim izazovima, neadekvatnom pripremom za oštre ruske zime i podcjenjivanjem sposobnosti Crvene armije.

## Njemački stavovi i ratni ciljevi
Iako je u svojoj knjizi Mein Kampf Hitler jasno opisao svoj stav o nužnosti osvajanja teritorija Sovjetskog Saveza radi stvaranja novog njemačkog životnog prostora (Lebensraum) tijekom prvog razdoblja Drugoga svjetskog rata, između ovih država postojalo je savezništvo (Pakt Molotov-Ribbentrop). Bez obzira na tu činjenicu, nedugo nakon sloma Francuske 1940. godine i jasnih naznaka da potencijalna invazija Velike Britanije neće biti uspješna, Adolf Hitler tijekom jeseni te godine donosi odluku o invaziji Sovjetskog Saveza. Kratkoročni strateški (dugoročni je osvajanje životnog prostora) cilj ovog rata bilo je osvajanje svih područja koja se nalaze zapadno od crte Astrahan-Arhangelsk pošto su ona bogata plodnom zemljom (Ukrajina), ugljenom (Ukrajina), naftom (Kavkaz) i raznim sirovinama. Također, u slučaju uspjeha Treći Reich došao bi do granica Britanske Indije s obzirom na to da su Irak i Iran u to doba imali njemu naklonjene vlade.
Posljednji Hitlerov razlog za pokretanje Operacije Barbarossa bilo je razmišljanje da ovo neće biti napadački nego obrambeni, preventivni rat temeljen na pretpostavci da bi SSSR prije ili kasnije napao Njemačku, uz onodobno loše stanje sovjetskih snaga, koje se najbolje moglo uvidjeti tijekom Zimskog rata između SSSR-a i Finske 1939. – 1940.

## Sovjetski stavovi
Iako je SSSR očekivao njemački napad, njegova vlada smatrala je kako se neće dogoditi 1941. godine. Zasluge za takav način razmišljanja može se naći u nekoliko sporazuma Berlina i Moskve kao i određenih njemačkih vojnih operacija tijekom proljeća 1941. godine. Bez obzira na sve potpisane sporazume, Staljin je pretpostavljao da će doći do rata i njegova politika se svodila na kupovanje vremena kako bi se ojačale vojne snage.
Razvoj vojnih snaga SSSR-a između 1939. i 1941. godine
|                     | 1. siječnja 1939. | 22. lipnja 1941. | % povećanje |
| ------------------- | ----------------- | ---------------- | ----------- |
| divizije            | 131,5             | 316,5            | 240,7       |
| vojno osoblje       | 2 485 000         | 5 774 000        | 232,4       |
| topovi i minobacači | 55 800            | 117 600          | 210,7       |
| tenkovi             | 21 100            | 25 700           | 21,8        |
| ratni avioni        | 7700              | 18 700           | 242,8       |

Bez obzira na »prijateljstvo« s Berlinom Staljin se uspaničio početkom 1941. godine kada su mu obavještajci počeli javljati o pokretima njemačke vojske prema granici sa SSSR-om. Njemačka objašnjenja sastojala su se od nužnosti pomicanja trupa izvan dometa britanskih aviona i pokretanja operacija »Harpun« i »Haifisch« kojima su se trebale simulirati vojne pripreme za invaziju Velike Britanije. Bez obzira na sve to Staljin je naredio ograničenu mobilizaciju iako je i dalje odbijao vjerovati izvještajima svojih obavještajaca koje je optuživao da vjeruju namještaljkama Londona koji nakon Jugoslavije sada i njih želi uvući u rat. Danas je poznato da se tijekom proljeća 1941. godine raspravljalo u najvišim vojnim vrhovima Sovjetskog Saveza o mogućem napadu SSSR-a na Njemačku jer je skinuta tajnost s prijedloga maršala Žukova koji raspravlja o tome 15. svibnja 1941. godine s ministrom obrane.

## Njemačka vojska i Operacija Barbarossa
Kako bi se izbjegao debakl Napoleona čega se Hitler podsvjesno užasavao, njemački vrhovni stožer (OKW – Oberkommando der Wehrmacht) je po njegovom naređenju izradio plan za Operaciju Barbarossa koji se sastojao od tri grupe njemačkih armije koje napreduju prema svojim potpuno odvojenim strateškim ciljevima (Napoleon je napao samo u smjeru Moskve). Ta koncepcija sama po sebi je bila protivna teoriji Blitzkriega koja se sastojala u napadu dvije ili više vojnih kolona koje bi se spojile u pozadini protivnika opkoljavajući i uništavajući ga. Na mjesto da se te »vojne kolone« tijekom napada na Sovjetski Savez spoje vremenom bi se prema planu Barbarossa one trebala odvojiti u zasebne dijelove ove ogromne države. Grupa armija »Sjever« je tako dobila naređenje da osvoji Lenjingrad, Grupa armija »Centar« Moskvu, a Grupa armija »Jug« je trebala izbiti na Volgu. Bez obzira na to očito odstupanje od dotadašnje njemačke taktike OKW je bio samouvjeren u konačnu pobjedu na istoku kako bi se potom mogao obračunati s Velikom Britanijom. Možda i završno najvažniji problem ovog planiranja se sastojao u potrebi »neutralizacije« Grčke i Jugoslavije zbog čega će plan napada biti pomaknut s polovice svibnja na 22. lipnja 1941. što dovodi do ranog zaglavljivanja njemačke vojske u jesenjem ruskom blatu.
Za ovaj napad Njemačka je zajedno sa svojim saveznicima pripremila sveukupno 4 306 800 vojnika, 4171 tenk i 4846 zrakoplova tako da je početkom ratnih operacija imala više vojnika, ali drastično manje tenkova i zrakoplova. Ova tablica najbolje pokazuje to stanje 22. lipnja 1941. godine
|                     | Njemačka i saveznici | Crvena armija | Omjer    |
| ------------------- | -------------------- | ------------- | -------- |
| Divizije            | 166                  | 190           | 0,87 : 1 |
| Vojno osoblje       | 4 306 800            | 3 289 851     | 1,3 : 1  |
| Topovi i minobacači | 42 601               | 59 787        | 0,7 : 1  |
| Tenkovi i samohodke | 4171                 | 15 687        | 0,27 : 1 |
| Vojni avioni        | 4846                 | 10 743        | 0,45 : 1 |

Iako je ovaj odnos snaga davao prednost SSSR-u, on je krio i dva iznenađenja. Prvo će doživjeti sovjetsko rukovodstvo kada tijekom ratnih operacija otkrije da su jedno brojevi na papiru, a drugo bojna spremnost snaga (većina tenkova je bila tehnički neispravna, a zrakoplovi su bili zastarjeli). Njemačko iznenađenje će biti veličina Crvene armije pošto su sve procjene govorile o značajno manjim snagama.

## Početna faza napada
Kako je 21. lipnja 1941. sovjetski vrhovni vojni stožer dobio vjerodostojne podatke da se njemačka vojska u borbenom redoslijedu približava granici, nakon noćne sjednice 22. lipnja 1941. godine u 00:30 sati šalje upozorenje o neminovnom njemačkom napadu svojim isturenim postrojbama. Kako je napad otpočeo već u 03:15 ta obavijest jednostavno dolazi prekasno da bi odigrala ikakvu ulogu. 
Iako su snage toga sudbonosnog dana bile podjednake potpuno iznenađenje i dotadašnje vojno iskustvo njemačkih vojnika će odnijeti potpunu pobjedu tijekom ove prve faze borbi. Šok i konfuzna naređenja iz Moskve o nužnosti kontranapada će s druge strane potkopati Crvenu armiju.
Njemačka Grupa armija »Sjever« će potpomognuta ustankom u Litvi i Estoniji početi ubrzano napredovati prema Lenjingradu tako da je samo tijekom prvog dana ostvaren prodor u dubinu od 80 kilometara. Sovjetski odgovor na to se sastojao u naređenom protunapadu koji je trebao do 26. lipnja uništiti neprijatelja. Većina jedinica koje sudjeluje u ovom napadu bez zračne potpore će biti ubrzo uništena, a neprijateljske oklopne trupe će nastaviti napredovati prema svome cilju sve do naređenja Hitlera kojim se one zaustavljaju kako bi ih pješaštvo sustiglo.
Njemačka Grupa armija »Centar« je tijekom prvog tjedna operacija napravila još bolji posao s izvršenim prodorom od 300 kilometara ili, drugim rječnikom govoreći, prešli su jednu trećinu puta do Moskve u samo 5 dana. U njihovoj pozadini je ipak ostalo više od pola milijuna ruskih vojnika s kojim će se uskoro trebati obračunati. Pored tog uspješno obavljenog zadatka zračne snage ove armijske grupe su samo tijekom prvog dana rata uništile 2000 neprijateljskih zrakoplova.
Njemačka Grupa armija jug pojačana prije svega Rumunjima je na kraju dobila najteži zadatak. Tamošnji zapovjednici Crvene armije su bili najspremniji što su dokazali u velikoj bitci protiv njemačke Prve oklopne armije poduzetoj po naređenjima vrhovne komande o nužnosti kontranapada. Na kraju zbog stalne izloženosti zračnim napadima oni će izgubi bitku i većinu od 1000 korištenih tenkova, ali će drastično usporiti napredovanje protivnika što će kasnije postati problem za napadača.

## Ratni događaji tijekom ljeta
██ Njemačko napredovanje do 9. srpnja 1941. 
██ Napredovanje između 9. srpnja 1941 i 1. rujna 1941
██ Bitka kod Kijeva do 9. rujna 1941
██ Završno njemačko napredovanje 9. rujan-5. prosinac 1941.
Nova serija ratnih operacija je započela 3. srpnja kada Hitler daje Grupi armija »Centar« dopuštenje za prodor prema Smolensku. Toga istog dana Staljin se bio oporavio od živčanog sloma izazvanog katastrofom na bojištu i pozvao na Veliki domovinski rat protiv agresora. Bitka za Smolensk će tako otpočeti 6. srpnja s potpunom mobilizacijom obje zaraćene strane. Tijekom bitke koja će biti odlučena 18. srpnja, a dovršena tek 5. kolovoza Crvena armija će opet koristiti masovne tenkovske formacije bez zračne zaštite što će dovesti do uništenja više od 700 tenkova koji će biti uništeni u novom kontranapadu. Sveukupno Njemačka Grupa armija centar će likvidirati (ubiti ili zarobiti) oko 350 000 neprijateljskih vojnika dok će se njih nešto više od 200 000 uspjeti povući prepuštajući Smolensk neprijatelju. Bez obzira na ovu veliku pobjedu OKW se nakon bitke nalazi u nedoumici. 
Po njihovim proračunima oni su uništili ili zarobili više vojnika i opreme nego što ih cijeli SSSR ima. To je prije svega dovelo do žestokih rasprava o daljnjem smjeru ratnih operaciju koju na kraju dobiva Hitler riječima »Neću ja počiniti istu grešku kao Napoleon« i naređenjem da se zaustavi napredovanje prema Moskvi, a tenkovi se usmjere prema Kijevu i Lenjingradu kako bi tamo probili Sovjetsku obranu. Ova odluka je uz žestoko protivljenje vojnog vrha bila na kraju prihvaćena.
Kada su oklopna pojačanja od Grupe armija »Centar« stigla sjevernoj ona je uspjela probiti 8. kolovoza prvu liniju obrane Crvene armije kod Lenjingrada tako da je prije početka rujna došla na samo 50 kilometara udaljenosti od svog cilja. Tijekom ostatka mjeseca oni će uspjeti doći do samo 11 kilometara od Lenjingrada kada Hitler gubi strpljenje sporošću napredovanja pa povlači oklopne jedinice kako bi pojačao opći napad na Moskvu tijekom jeseni.
Drugi dio oklopnih trupa Grupe armija »Centar« je bio usmjeren prema zauzimanju Kijeva gdje je bilo zaustavljeno napredovanje Grupe armija »Jug«. Ova bitka će biti odlučena tek 16. rujna kada su se jedinice Crvene armije našle u okruženju kod grada kojega su branile. Kada je bitka završila krajem rujna, Nijemci su zarobili oko 500 000 neprijateljskih vojnika nakon čega su oklopne trupe vraćene Grupi armija »Centar« radi završnog napada na Moskvu.

## Ratni događaji tijekom jeseni – OperacijaTajfun
Vojni plan Wehrmachta za jesen 1941 godine se prije svega sastojao u završnom napadu na Moskvu. Oslabljene jedinice Grupa armija »Sjever« i »Jug« su također dobile svoja naređenja o napredovanju, ali njihove akcije u ovoj fazi ratu gube na važnosti.
Također znajući za nužnost općeg protivničkog napada na glavni grad Crvena armija je većinu svojih snaga pripremila za njegovu obranu. U skladu s tamošnjim obrambenim planom počela je izgradnja dvije obrambene linije o koje se trebao razbiti napad.
Osnovni dio Operacije Tajfun (plan za osvajanje Moskve) se sastojao u trostrukom okruženju koje je trebalo dovesti do potpunog uništenja protivnika. Prva faza ove operacije počinje napadom njemačke oklopne armije na grad Orel. Po svim sovjetskim vojnim projekcijama ovaj napad armije koja je prije sudjelovala u osvajanju Kijeva je bio potpuno neočekivan tako da postiže potpuni uspjeh osvajanjem grada 3. listopada. Koristeći to iznenađenje druga njemačka grupacija je napala prema gradu Brjansku da bi se spojila s osvajačima Orela i zatvorila okruženje oko sovjetskih armija na južnom području obrane Moskve. 
Na sjevernom dijelu fronte koja je branila glavni grad, Wehrmacht postiže gotovo identičan uspjeh zatvarajući okruženje oko tamošnjih sovjetskih snaga 10. listopada. Bez obzira na potpuno beznadnu situaciju vojnika Crvene armije, oni se nastavili pružati otpor sve do 23. listopada onemogućavajući tako daljnje njemačko napredovanje.
Ovaj slom prve linije obrane je odmah izazvao potres u Moskvi. Istog dana kada je stvoren obruč oko sovjetskih snaga kod Vjazme (10. listopad) Georgij Žukov je postavljen za zapovjednika obrane Moskve. Ubrzo potom (13. listopada) Staljin izdaje zapovijed da vlada i najviši organi komunističke partije napuste glavni grad i presele se u Samaru. U danima kada se vršila ova evakuacija Staljin izdaje proglas kojim daje na znanje svim stanovnicima SSSR da on neće biti evakuiran nego da ostaje u Moskvi. 
Kako se do 10. listopada 500 000 protivničkih vojnika nalazilo u obruču, Wehrmacht je donio odluku o nastavku napada na Moskvu. Kako je zbog nužnosti likvidacije snaga u obruču bio smanjen broj vojnika raspoloživih za napad, pokušaj osvajanje grada Tule pada u vodu. Neuspjeh u osvajanju ovog grada donekle rezultira neuspjehom cijelog plana osvajanja Moskve pošto je on bio određen kao baza iz koje će biti pokrenuto opkoljavanje ovog grada. Od 1. studenog do 15. tako postoji varljiva ravnoteža na bojištu u očekivanju da druga strana napravi prvi potez.
Završna odluka je tako pala njemačkim napadom 15. studenog 1941. U prvoj fazi ovog napada cilj Wehrmachta je bio osvajanje grada Klin što se nalazi sjeverno od Moskve i mostova preko kanala Moskva – Volga. Ovi ciljevi su dostignuti 28. studenog kada su se njemački vojnici nalazili 35 kilometara od centra Moskve. Tada dolazi do protunapada Crvene armije koja protivnika odbacuje na drugu stranu ovog kanala. Druga faza ovog napada je bio ponovni pokušaj osvajanja Tule koji otpočinje 18. studenog. On će također u sovjetskom protunapadu biti potučen tako da plan o osvajanju sjevernog i južnog gradića kako bi se prešlo na opkoljavanje Moskve propada. Tada početkom prosinca temperatura pada na –25 °C i sve se pripremilo za posljednju fazu Operacije Barbarossa.
Protunapadi kojima je potučen zadnji njemački napad na Moskvu su samo ukazivali na ono što predstoji. Kako Wehrmacht nije imao podataka da su sibirske trupe pozvane na područje Moskve, opći protunapad Crvene armije od 5. prosinca postaje potpuno iznenađenje. Odnos snaga početkom ovog napada je bio 1 : 1, ali u stvarnosti tu se borilo milijun promrzlih od 6 mjeseci borbi umornih njemačkih vojnika protiv milijun odmornih sovjetskih (sibirskih) vojnika koji su se našli u svom elementu. Kada je pobjednički protunapad okončan njemačke trupu su završili na minimalno 100 kilometara od Moskve čime propada Operacija Barbarossa i počinje klasični frontovski rat.

## Razlozi propasti OperacijeBarbarossa
Iako povjesničari koji se bave verzijama povijesti u stilu što bi bilo kad bi bilo vole nalaziti mnoge razloge propasti njemačkog napada na SSSR, u konačnici sve se svodi na dvije katastrofalne strateške greške počinjene po direktnom naređenju Adolfa Hitlera.
Prvu od njih bez ikakvog pitanja postaje invazija Jugoslavije i Grčke u travnju 1941 godine. Zbog ovog kratkog rata datum napada na SSSR je morao biti pomaknut s 15. svibnja na 22. lipnja. Ako uzmemo u obzir da je u trenutku proboja sovjetske linije obrane između Smolenska i Moskve (3. listopada) počela tipična ruska jesenska kiša koja je uništila blatnjave prometnice i značajno usporila njemačko napredovanje. Po lijepom vremenu Wehrmacht je napredovao po 20 – 40 kilometara u danu, sada po kišnom vremenu on napreduje maksimalno 10 kilometara, zbog čega se značaj kašnjenja napada na SSSR od gotovo 40 dana ne može nikako podcijeniti. U stvarnosti zbog vremenskih uvjeta napad nije mogao početi prije 1. lipnja, ali to bi i dalje predstavljalo dobitak od 21 dana.
Drugi razlog za propast napada je Hitlerov strah kako će on postati drugi Napoleon. Kada u srpnju Wehrmacht osvaja Smolensk, ali ne uspijeva osvojiti Lenjingrad ili Kijev on zabranjuje napad na Moskvu zbog straha da će osvojiti sovjetski glavni grad, ali da će bočni protunapadi Crvene armije iz smjera Ukrajine i Baltika uništiti njegovu vojsku kao što su uništili i onu francuskog cara. Ta Hitlerova naredba kojoj su se žestoko suprotstavili svi njemački vojni zapovjednici je na kraju ipak bila izvršena. Ishod toga je bilo nepomično stajanje Wehrmachta kod Smolenska više od 60 dana. Kada je napokon naređen napad početkom jeseni došla je ruska kiša koja usporava oklopne jedinica i daruje novo vrijeme SSSR-u da dovučene pojačanja iz Sibira koja će obraniti Moskvu.

## Povezano
- Njemačka okupacija Bjelorusije u Drugom svjetskom ratu

## Vanjske poveznice
- (engl.) Multimedia map – Covers the invasion of Russia including Operation Barbarossa
- (engl.) Operation Barbarossa – Detailed analysis of the operation by author Bevin Alexander  Arhivirana inačica izvorne stranice od 19. travnja 2011. (Wayback Machine)
- (engl.) Over 2,000 original German WWII soldier photographs from the Eastern Front  Arhivirana inačica izvorne stranice od 13. prosinca 2007. (Wayback Machine)

### Sestrinski projekti
|  | Zajednički poslužitelj ima još gradiva o temi Operacija Barbarossa |